# 후안 마리샬

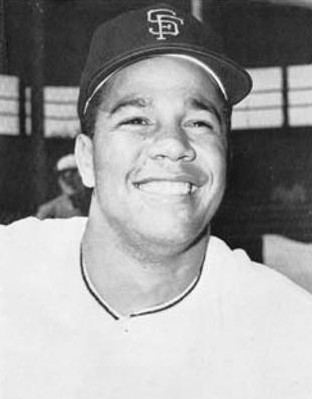

후안 마리샬(Juan Marichal, 본명: Juan Antonio Marichal Sánchez, 1937년 10월 20일 출생, 별명 "도미니카 댄디")는 1960년부터 1975년까지 메이저 리그 베이스볼에서 16시즌을 뛰었으며 주로 샌프란시스코 자이언츠에서 활약한 도미니카 공화국의 전직 오른손 투수이다. 하이 레그 킥, 다양한 투구, 팔 각도 및 딜리버리, 정확한 제어 및 내구성으로 유명한 마리샬은 자이언츠가 1962년 월드 시리즈에 진출하는 데 어떤 메이저리그 투수든 도움을 주기 위해 18승을 거두었고 1960년대에 191승을 거두었다. 그는 6번 이상 20승을 거두었고, 매번 평균자책점(ERA)이 2.50 미만이고 200개 이상의 타자를 삼진으로 기록했으며, 밥 펠러 이후 처음으로 우완 투수가 되어 25승을 세 번이나 거두었다. 1968년 그의 26승은 프랜차이즈 기록으로 남아있다.
마리샬은 내셔널 리그 (야구)(NL)의 승리, 이닝, 완투, 완봉을 각각 2회씩 이끌었다. 그는 종종 그의 동시대 사람들인 샌디 쿠팩스와 밥 깁슨에 의해 가려졌다. 마리샬의 최고의 네 시즌마다 쿠팩스나 깁슨이 항상 만장일치로 사이 영 상을 수상했다. 그는 1963년 6월 무안타를 기록했고, 2주 후 워런 스판을 제치고 16이닝 동안 1-0 승리를 거두었다. 마리찰은 또한 메이저 리그 데뷔전을 포함해 3개의 1안타와 6개의 2안타를 기록했다. 올스타 역사상 가장 뛰어난 활약을 펼친 선수 중 한 명인 그는 9시즌 만에 팀에 이름을 올렸고, 8경기에 출전해 방어율 0.50을 기록했고 1965년 대회에서 가장 가치 있는 선수로 선정되었다.
1965년 8월 22일, 마리찰은 아마도 메이저 리그 역사상 가장 폭력적인 사건의 주요 인물 중 한 명이었다. 대적 라이벌인 로스앤젤레스 다저스와의 치열한 경기에서 타격을 가하던 중, 그는 로즈보로가 공을 마운드로 다시 던진 후 마리찰의 얼굴을 스치고 지나간 후 그의 방망이로 포수 존 로즈보로의 머리를 쳤다. 그 타격으로 인해 로즈보로의 머리에 꿰매야 할 상처가 생겼고 팀 사이에 큰 싸움이 시작되었다. 마리샬은 정직을 당하고 당시 기록적인 벌금을 받았으며 재정적 합의도 지불했지만 두 선수는 나중에 화해하여 결국 친한 친구가 되었다. 로즈브로는 나중에 마리샬이 이 사건으로 인해 처음 두 번의 투표에서 선출되지 못한 후 야구 명예의 전당에 선출되도록 로비를 벌였다. 마리샬은 나중에 로즈브로의 장례식에서 가맹점이되었다.
마리샬의 자이언츠 소속 238승, 2.84 방어율, 244경기 완료, 3,444이닝 투구는 샌프란시스코 팀 기록이다. 그의 2,281개의 삼진, 446개의 경기 선발 및 52개의 클럽 퇴장을 기록하여 그는 프랜차이즈 역사상 크리스티 매슈슨에게 뒤처졌다. 은퇴 당시 그는 삼진(2,282)과 완봉(52)에서 내셔널 리그 역사상 6위를 기록했다. 그의 244개의 완전한 게임은 1920년 이후 활동한 NL 투수 중 9위를 차지했다. 마리샬은 1983년 야구 명예의 전당에 입성했다. 그는 최초의 도미니카 공화국 선수이자 선출된 최초의 외국 태생 선수였다.